# Episodi di Romolo + Giuly: La guerra mondiale italiana (seconda stagione)
La seconda stagione della serie televisiva Romolo + Giuly: La guerra mondiale italiana, composta da 10 episodi è stata trasmessa in prima visione assoluta su Fox dal 16 settembre 2019 al 14 ottobre 2019, prodotta da Mario Gianani e Lorenzo Gangarossa per Wildside e Federico Ferrante per Zerosix Productions.
| n° | Titolo                                     | Prima TV          |
| -- | ------------------------------------------ | ----------------- |
| 1  | Cortina Città Aperta                       | 16 settembre 2019 |
| 2  | Vacanze Romane                             | 16 settembre 2019 |
| 3  | Un Sacco Incinta                           | 23 settembre 2019 |
| 4  | Fuga Dalla Monnezza                        | 23 settembre 2019 |
| 5  | Cime Di Rapa Tempestose                    | 30 settembre 2019 |
| 6  | Hasta La Pasta                             | 30 settembre 2019 |
| 7  | Home Sweet Home                            | 7 ottobre 2019    |
| 8  | Se Mi Lasci Ti Macello                     | 7 ottobre 2019    |
| 9  | Miglio Giallorosso                         | 14 ottobre 2019   |
| 10 | L'amore Vince Sempre Sull'odio (W La F**a) | 14 ottobre 2019   |

## Cortina Città Aperta
- Regia:
- Guest star:

Dopo un breve riassunto della stagione precedente, Romolo, Giuly e Deborah scappano da Roma tramite un tunnel sotterraneo segreto nella casa di Giuly e arrivano in una locanda di Cortina, l'ultimo posto sicuro rimasto in Italia, dove trovano Giangi e Pederzoli, il fratellastro ed il padre naturale di Romolo. Nel frattempo Mastrota, che ha iniziato a recitare in fiction e condurre game show, assieme a Don Alfonso si sono divisi l'Italia ed entrambi cercano nuove idee da proporre ai loro popoli. A Cortina i tre nuovi arrivati vengono assunti da Pederzoli e si travestono da abitanti del luogo. Dopo una duello sotto forma di gara di bevute di Bombardino tra Romolo e un maestro di sci del luogo vinta da Romolo, lui assieme a Giuly, Deborah e Giangi si devono nascondere da Don Alfonso, il quale ha scoperto che ci sono dei romani che si sono rifugiati li. Grazie ad uno stratagemma li fa uscire allo scoperto e li porta al Campo Vacanze Romane.

## Vacanze Romane
- Regia:
- Guest star:

Il Campo Vacanze Romane è un carcere in cui i romani catturati vengono sfruttati per fare la raccolta differenziata. Qui Romolo ritrova due suoi amici. Arriva la direttrice del luogo, Martina, che fa indossare agli uomini una cintura di castità mentre le donne sono costrette a pubblicare dei selfie orribili. Mastrota cerca di ingraziarsi l'italiano medio mentre Don Alfonso legalizza la mafia e costringendo i malviventi a pagare le tasse. Alcuni funzionari dell'Unione Europea cercano di dissuaderli in quanto ora, essendoci due Italie, è peggio di prima e pretendono che l'Italia torni ad unirsi e che ci sia solo un governante. Quando Romolo viene punito scopre che il suo carceriere è l'ultimo comunista rimasto il quale è convinto che Romolo salverà l'Italia riuscendo ad estrarre la forchetta dal primo piatto di spaghetti cucinato e dimostrando così il suo valore. Per dimostrargli la sua lealtà gli dà le chiavi per aprire la cintura di castità ma di usarle saggiamente. Romolo si libera subito, corre senza pantaloni fino agli alloggi dove trova Giuly ed esprimono il loro amore.

## Un Sacco Incinta
- Regia:
- Guest star:

Giuly, a causa delle nausee mattutine, realizza di essere incinta, ma se qualcuno lo dovesse scoprire sarebbe nei guai. Nel frattempo Mastrota, grazie a M.A.R.I.O., un super computer che realizza delle nuove leggi per i cittadini del Nord, abolisce il congiuntivo. Martina obbliga i carcerati a raccogliere l'immondizia a coppie. Romolo è in coppia con Giangi, mentre Giuly è con Deborah. Giuly confida alla ragazza le sue preoccupazioni poiché crede che Romolo sia ancora immaturo. Deborah cerca allora di supportarla e così tra loro nasce un'insolita amicizia, a differenza di Romolo e Giangi che tra loro continua ad esserci dell'astio. Quando però Giangi viene torturato da Martina, Romolo va a salvarlo, venendo punito al suo posto. Intanto Mastrota, dopo aver rinchiuso Tciù, introduce nuove leggi per il Nord come le librerie che saranno convertite in bar, l'abolizione del mutuo e la laurea in medicina con l'allegro chirurgo, mentre Don Alfonso introduce lo ius soli per riportare al sud i cittadini meridionali che lavorano al Nord. 

## Fuga Dalla Monnezza
- Regia:
- Guest star: Giobbe Covatta

In un flashback del 1987 ambientato a casa Copulati scopriamo le origini di Olimpia: una domestica filippina, Manila, che si è sottoposta alla chirurgia plastica. Nel presente, costretta ad essere di nuovo una domestica, decide di frequentarsi con un uomo ricco, Giorgio Mastrota. Per la disubbidienza Romolo viene punito con la lapidazione con la spazzatura. Arriva Carlo Marzo che lo libera e Romolo accetta il patto con lui, lo aiuterà a salvare l’Italia in cambio della libertà sua e dei suoi amici. Al campo arriva anche Pederzoli e scopre che Giuly è incinta. I ragazzi trovano una piantina del campo e tutti assieme architettano un piano. Mastrota, pentito di aver rinchiuso Tciù in una stanza, lo libera, ma questo medita vendetta e cerca di avvelenarlo, senza successo. Don Alfonso è intento nei colloqui con i lavoratori meridionali al Nord e, uno dopo l'altro, nonostante i loro tentativi di fingersi settentrionali, li scopre, obbligandoli a lavorare li. Grazie ad una soffiata, Martina viene a sapere che Giuly è incinta, la quale viene portata via per farle un'iniezione. Romolo e i suoi amici stanno per andarsene, ma si accorgono che manca Giuly. Nel frattempo, nel Palazzo del Potere del Nord, Olimpia salva Giorgio da Tciù. Romolo, travestito da ginecologo, va a salvare Giuly da Martina e i sei amici fuggono dal Campo Vacanze Romane. Alla fine Mastrota digita un codice sul super computer, una porta si apre e dentro si nasconde un uomo, Mario l’italiano medio. 

## Cime Di Rapa Tempestose
- Regia:
- Guest star: Giobbe Covatta

Mastrota parla con Mario, questo gli dice che c'è solo una cosa che accomuna tutti gli italiani, le tasse, non si devono pagare. Fuggiti dal Campo Vacanze Romane i sei amici arrivano in un campo. Ad un certo punto Romolo e i suoi due amici di Roma sentono profumo di cibo fritto e corrono in cerca della provenienza. Arrivano ad una casa, seguiti dagli altri, entrano e iniziano ad abbuffarsi. La famiglia seduta a tavola li invita ad unirsi a loro e li informa che sono in Puglia. I sei amici restano li e, assieme agli altri, continuano a mangiare, mentre Deborah e Giangi si avvicinano. Gennarino, un fidato giovane amico di Don Alfonso, incontra Mastrota e bevendo uno spritz diventa un settentrionale. Giuly scopre che a causa dei piatti cucinati con le cime di rapa si stanno dimenticando tutto. La signora pugliese dice loro che le persone vanno per li dimenticare, anche alcuni personaggi famosi, mostrati di spalle, come Roberto Baggio, che vuole dimenticare un rigore sbagliato ai mondiali, e un ex premier che vuole dimenticare tutto. Giuly e Romolo riescono ad andarsene, ma i due amici di Romolo, ancora annebbiati, restano li. Nel frattempo trovano Deborah e Giangi e si incamminano. Trovano Carlo Marzo che li conduce in un luogo che non esiste: la sede del Partito Comunista.

## Hasta La Pasta
- Regia:
- Guest star: Giobbe Covatta - Carlo Conti - Enrico Papi - Roberto Da Crema

Arrivati alla sede del Partito Comunista, Carlo Marzo presenta loro alcuni membri, come degli scout adulti, un dottore arrabbiato per la nuova legge della laurea con l'allegro chirurgo e Carlo Conti in rappresentanza di tutti i presentatori televisivi disoccupati. Carlo Marzo manda Romolo in cerca del primo piatto di spaghetti cucinato che solo lui può trovare. I burocrati dell'Unione Europea, a causa della pessima efficienza dei due governi, impongono a Don Alfonso e Mastrota un ultimatum: in un mese devono avere un governante, o l'Italia diventerà una provincia francese. Mastrota decide di abolire le tasse e inizia a svendere agli stranieri il patrimonio culturale italiano, come la Basilica di San Marco e la Mole Antonelliana per trovare le coperture, ma Don Alfonso si arrabbia quando scopre che Mastrota ha venduto perfino gli Uffizi. Don Alfonso si rifiuta di abolire le tasse al Sud e così l’80% dei meridionali parte per trasferirsi al Nord. Romolo trova in una cucina impolverata una signora affaccendata e su un tavolo il piatto di pasta che cercava. Subito dopo giungono li anche Giuly, Carlo, Deborah e Giangi. Romolo afferra la forchetta ma non riesce ad estrarla. Ci provano un po' tutti e alla fine Giuly riesce ad estrarla. Ora Giuly dovrà incontrare Giovanna D'Arco di Travertino, la leader della resistenza romana. Per strada Mastrota incontra Enrico Papi travestito da Babbo Natale e successivamente ha un flashback della scuola di televenditori con cui era a scuola assieme, quando il Baffo (Roberto Da Crema) gli insegnava. Arrivati a Roma i quattro amici pensano ad un modo per riuscire ad entrare e Romolo e Giangi progettano di costruire una specie di cavallo di Troia, la Troia di Troia. Ad un certo punto Deborah fa notare anche agli altri che non c'è più tempo in quanto è partita in sottofondo la canzone della sigla e si mettono a canticchiarla e a ballarla.

## Home Sweet Rome
- Regia:
- Guest star:

## Se Mi Lasci Ti Macello
- Regia:
- Guest star:

## Miglio Giallorosso
- Regia:
- Guest star:

## L'amore Vince Sempre Sull'odio (W La F**a)
- Regia:
- Guest star: